# Cursed (2004)
Cursed (no original: 超」怖い話Ａ　闇の鴉,'Chô' kowai hanashi A: yami no karasu) é um filme japonês do ano de 2004 e foi a estreia de Yoshihiro Hoshino como diretor.

## Elenco
- Kyôko Akiba: Ryoko Kagami
- Yumeaki Hirayama: Âncora do Jornal DFJ
- Takaaki Iwao: Komori
- Hiroko Sato: Nao Shingaki
- Susumu Terajima: Akira Tejima